# سیتو
سازمان پیمان آسیای جنوب شرقی (به انگلیسی: Southeast Asia Treaty Organization)، به اختصار سیتو (به انگلیسی: SEATO)، یک پیمان نظامی بود که در سال ۱۳۳۳ هجری شمسی (سپتامبر ۱۹۵۴) با هدف دفاع از آسیای جنوب شرقی در برابر نفوذ و تهاجم کمونیسم، در مانیل پایتخت فیلیپین بین کشورهای آمریکا، استرالیا، انگلستان، پاکستان، تایلند، فرانسه، فیلیپین و نیوزیلند به امضا رسید و پنج ماه بعد (فوریه ۱۹۵۵) در بانکوک پایتخت تایلند به طور رسمی تأسیس شد.

برخلاف نام این سازمان، بیشتر اعضای سیتو را کشورهای خارج از منطقهٔ جنوب شرقی آسیا تشکیل می‌دادند که دارای علایق و اهداف مشترکی در منطقه بودند.

کشورهای فیلیپین و تایلند تنها اعضایی بودند که در آسیای جنوب شرقی واقع شده‌اند.

## انحلال
سازمان سیتو عموماً به عنوان یک سازمان ناموفق تلقی می‌شود چون به دلیل مشکلات داخلی و ناسازگاری و کشمکش بین اعضاء، هرگز به جایگاهی که برای آن در نظر گرفته شده بود یعنی تبدیل شدن به نسخهٔ آسیای شرقی سازمان پیمان آتلانتیک شمالی (به انگلیسی: North Atlantic Treaty Organization)، به اختصار ناتو (به انگلیسی: NATO) نرسید و در نهایت در سال ۱۳۵۵ (۳۰ ژوئن ۱۹۷۷) منحل شد.